# 송찬식
송찬식(宋贊植, 1936년 ~ 1984년)은 해방 이후 「현방고」, 「조선후기의 중인연구」 등을 저술한 대한민국의 역사학자이다. 경상남도 합천군에서 출생했다. 1976년부터 국민대학교 국사학과 교수를 역임했다.
본관은 은진(恩津). 자는 성학(聖學), 호는 효산(曉山). 경상남도 합천 출신이다.
전반기는 주로 조선 후기 사회·경제사 분야의 연구에 치중하였으며, 후반기에는 사대부들의 의식 구조를 규명하는 데 전심하였다. 풍부한 사료의 섭렵을 전제로 사실에 입각한 객관적인 역사 서술에 역점을 두었다.

## 주요 저서
- 《이조 후기 수공업에 관한 연구》